# Chã Preta
Chã Preta is een gemeente in de Braziliaanse deelstaat Alagoas. De gemeente telt 7.073 inwoners (schatting 2009).
De gemeente grenst aan Paulo Jacinto, Quebrangulo, Santana do Mundaú en Viçosa.